# Xã Jackson, Quận Crawford, Ohio
Xã Jackson (tiếng Anh: Jackson Township) là một xã thuộc quận Crawford, tiểu bang Ohio, Hoa Kỳ. Năm 2010, dân số của xã này là 381 người.